# جان بويفيل
جان بويفيل (بالإنجليزية: Jaan Puhvel)‏ (مواليد 24 يناير 1932، تالين) إستوني أمريكي هندي أوروبي. هو متخصص في الأساطير المقارنة. بويفيل معروف بقاموسه في اللغة الحيثية والمتكون من تسعة مجلدات. وتم وصف بويفيل كواحد من أبرز علماء الحيثيات في العالم. شارك جان بويفيل في عملية تحرير ملحمة جلجامش عندما تم إعداد ترجمتها إلى الإستونية.